# Podlog, Velike Lašče
Podlog este o localitate din comuna Velike Lašče, Slovenia, cu o populație de 24 de locuitori.